# Стамбульська конвенція

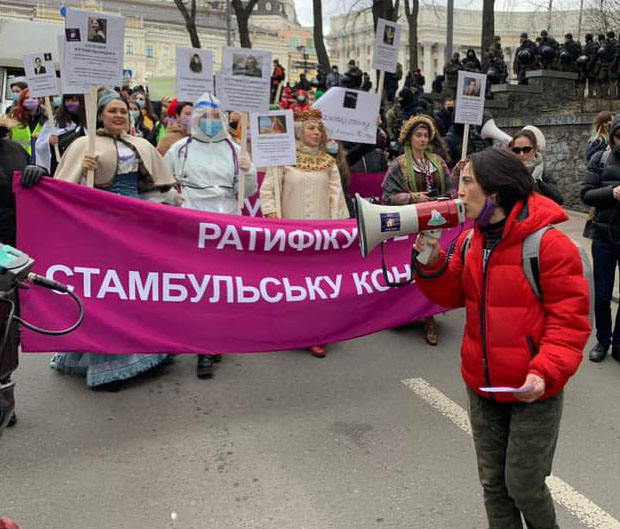
Марш жінок у Києві, 8 березня 2021 року

Конвенція Ради Європи про запобігання насильству проти жінок і домашньому насильству та боротьбу з цими явищами, або Стамбульська конвенція (англ. Council of Europe Convention on preventing and combating violence against women and domestic violence; Istanbul Convention) — міжнародна угода Ради Європи, яка криміналізує та попереджує насильство проти жінок та дівчат та захищає постраждалих. Йдеться про: домашнє насильство (включно з психологічним та економічним), сексуальне насильство (зґвалтування, зокрема й шлюбні, та сексуальні домагання), убивства честі та інші злочини, виправдовувані «честю» (обливання кислотою, спалювання вдів, вбивства наречених, смерть за посаг), калічення жіночих геніталій, примусові стерилізації, аборти та шлюби, переслідування (сталкінг) та інше насильство, асоційоване зі статтю. Конвенція визначає насильство проти жінок порушенням прав людини та формою дискримінації і пропонує системні та контрольовані стратегії викорінення цих явищ.
Відкрита для підписання 11 травня 2011 у Стамбулі, Туреччина, набула чинності 1 серпня 2014 року і є постійно відкритою до підписання будь-якою країною світу. 12 березня 2012 року Туреччина першою ратифікувала Конвенцію, а вслід за нею — 36 країн з 2013 до 2022 року (Албанія, Андорра, Австрія, Бельгія, Боснія і Герцеговина, Греція, Грузія, Данія, Естонія, Ірландія, Ісландія, Іспанія, Італія, Кіпр, Ліхтенштейн, Люксембург, Мальта, Молдова, Монако, Нідерланди, Німеччина, Норвегія, Північна Македонія, Польща, Португалія, Румунія, Сан-Марино, Сербія, Словенія, Україна, Фінляндія, Франція, Хорватія, Чорногорія, Швейцарія, Швеція). Станом на квітень 2022 року конвенція підписана 45 країнами та Євросоюзом.
Україна, одна з країн-авторок Конвенції, підписала Конвенцію 7 листопада 2011 року, а ратифікувала — 20 червня 2022 року. 18 липня документи про ратифікацію документу було передано заступнику генерального секретаря Ради Європи Бьорну Берге.
Метою конвенції є запобігання насильству, захист постраждалих і «покінчення з безкарністю злочинців». Конвенція не вимагає узаконення одностатевих шлюбів чи іншої регуляції особистого життя, не стосується сексуальної орієнтації, гендерної ідентичності чи трансгендерності, а також не регулює сімейні структури: вона не містить визначення «сім'ї» і не сприяє певному типу сімейних умов. Конвенція захищає не лише жінок, а також не регулює релігійні норми чи вірування.
|                                        | «Конвенція, безумовно, не стосується припинення статевих розбіжностей між жінками та чоловіками. Ніде в Конвенції не передбачається, що жінки та чоловіки є або повинні бути «однаковими»». |
| — Пресреліз Ради Європи, листопад 2018 | |

Попри це, частина релігійних, ультраправих та консервативних сил, що протистоять імплементації та ефективній дії Конвенції, відстоює думку, що конвенція має на меті просування «ґендерних ідей». У березні 2021 року Туреччина скасувала свій підпис і ратифікацію Конвенції з формулюванням, що вона використовувалася для «нормалізації гомосексуальності».

## Історія

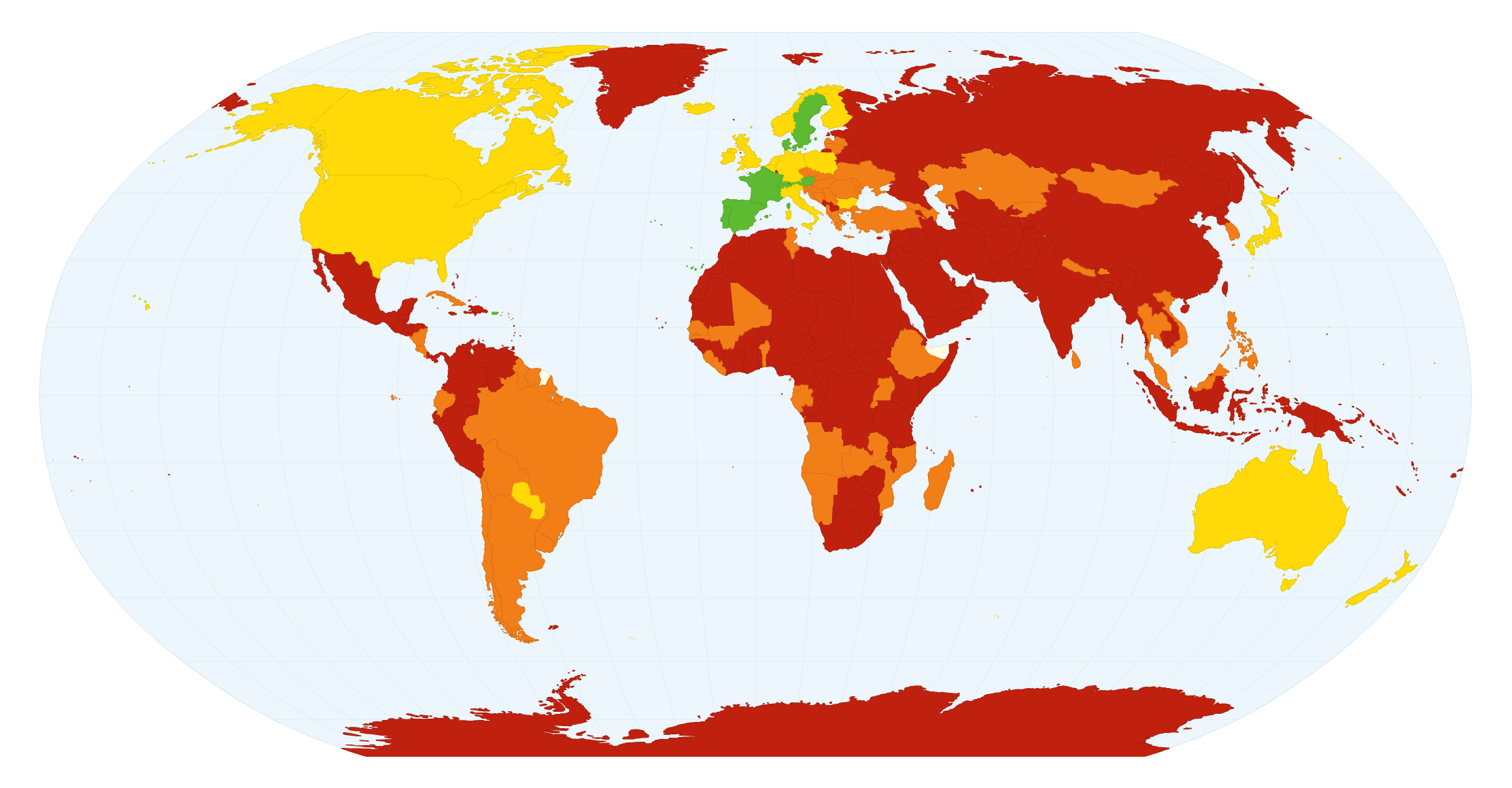
Фізична безпека жінок, 2014

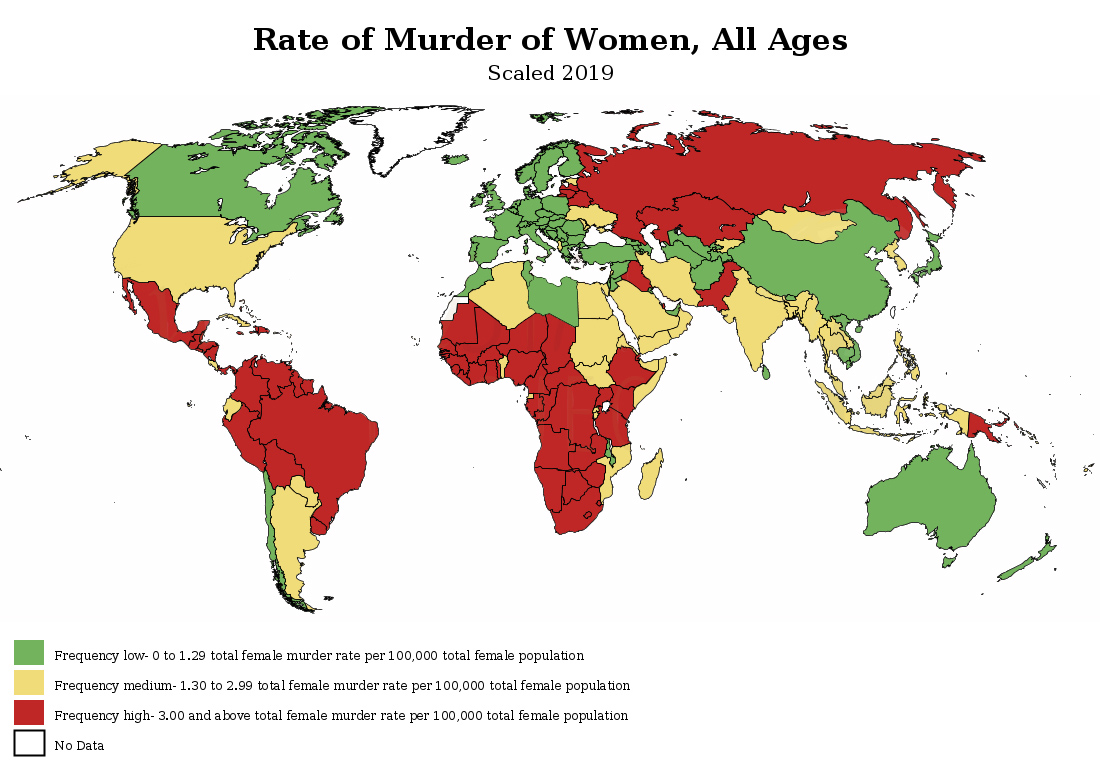
Вбивства жінок, 2019

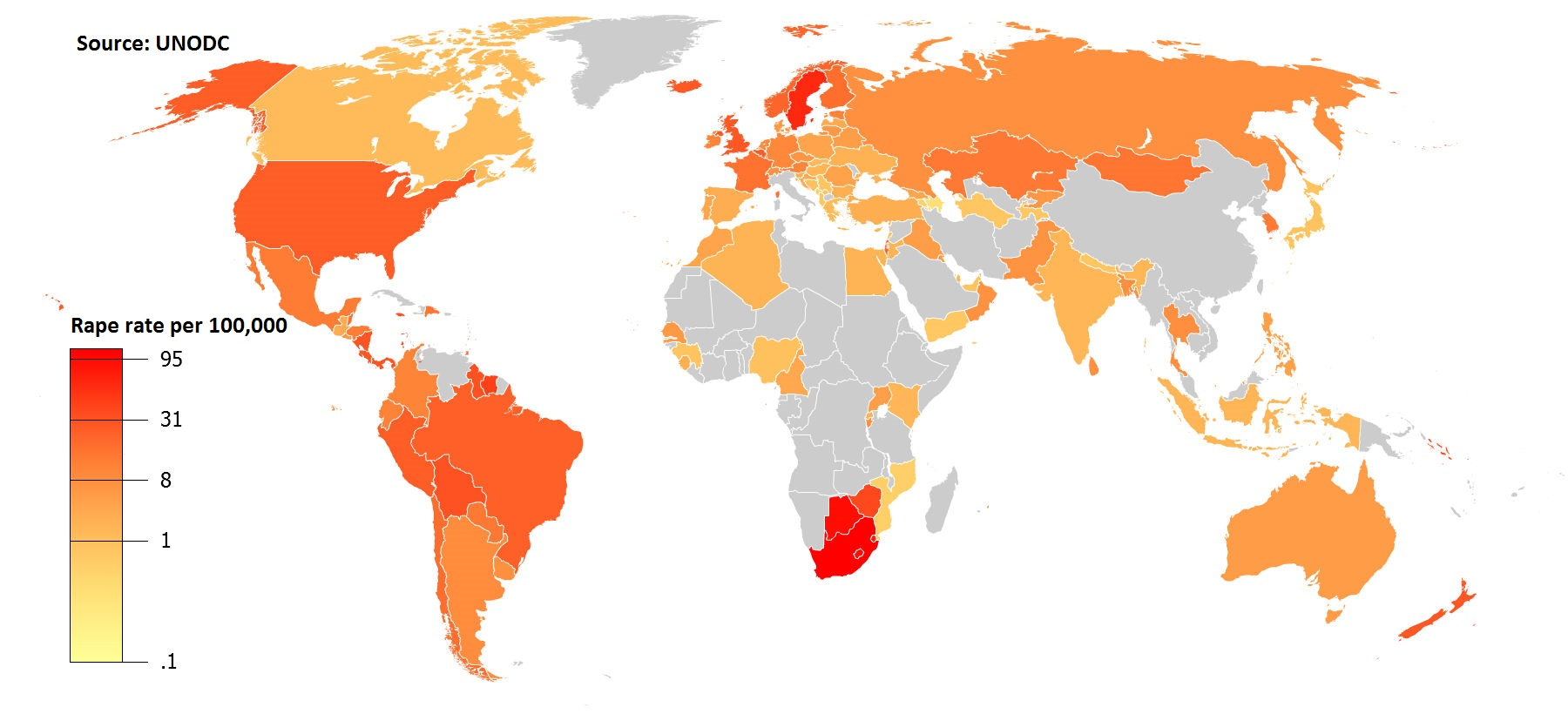
Кількість зґвалтувань на 100 000 населення, 2010-2012

Криміналізація зґвалтування у шлюбі (2021)
Подружнє зґвалтування криміналізовано
Подружнє зґвалтування не криміналізоване
"Подружнє зґвалтування" не криміналізоване, але чоловік може бути покараний, якщо він застосовує насильство (і залякування), щоб вступити в статевий зв'язок зі своєю дружиною
Правовий статус незрозумілий

Відсоток жінок та дівчат між 15 і 49 роками, над якими здійснено калічення геніталій, 2020

Рада Європи з 1990-х приймала блоки ініціатив для просування захисту жінок від насильства. Зокрема, ці ініціативи вилились у впровадження Комітетом Міністрів Ради Європи у 2002 році рекомендацій (Council of Europe Recommendation Rec(2002)5) країнам-учасницям щодо захисту жінок від насильства, а також запуску у 2006—2008 роках всеєвропейської кампанії боротьби з насильством проти жінок (включно з домашнім насильством). Парламентська асамблея Ради Європи також зайняла чітку політичну позицію проти всіх форм насильства проти жінок. Вона прийняла чисельні резолюції та рекомендації, що закликали до законодавчо встановлених стандартів запобігання, захисту постраждалих та судочинства над найважчими та найбільш поширеними формами насильства за гендерною ознакою.
Національні звіти, дослідження та опитування виявили пандемічний масштаб проблеми у Європі. Кампанія показала широкий розмах національних показників насильства проти жінок та домашнього насильства. Тому стали необхідними гармонізовані законодавчі стандарти, аби впевнюватись, що постраждалі отримують однаковий рівень захисту скрізь у Європі. Міністри юстиції країн-учасниць Ради Європи почали обговорення необхідності кратно збільшувати захист від домашнього насильства, особливо партнерського насильства у близьких відносинах. Рада Європи вирішила за необхідне ввести стандарти запобігання насильству проти жінок та домашньому насильству широкого спектру охоплення. У грудні 2008 року Комітет Міністрів створив експертну групу для підготування чернетки конвенції у цій галузі. За два з чимось роки ця група, названа CAHVIO (Ad Hoc Committee for preventing and combating violence against women and domestic violence), розробила початковий текст. Протягом наступної стадії розробки конвенції Велика Британія, Італія, Росія та Святий Престол пропонували поправки до вимог Конвенції. Ці поправки критикувала організація Amnesty International. Фінальний текст Конвенції було створено у грудні 2010 року.

### Ухвалення, підписання та ратифікація
Конвенцію було прийнято Комітетом Міністрів Ради Європи 7 квітня 2011 року. Відкрито для підписання 11 травня 2011 року рішенням 121-ї сесії Комітету Міністрів. Вона набрала чинності з включенням 10 ратифікацій, 8 із яких мали бути від країн-учасниць Євросоюзу. На грудень 2015 року, Конвенцію було підписано 39-ма країнами, слідом за ратифікацією Албанією, Австрією, Боснією та Герцеговиною, Італією, Чорногорією, Португалією, Сербією та Туреччиною. Пізніше того ж року її ратифікували Андорра, Данія, Франція, Мальта, Монако, Іспанія та Швеція. У 2015 році також була ратифікована Словенією, Фінляндією, Польщею та Нідерландами, а в 2016 — Сан-Марино, Бельгією та Румунією; у 2017 — Грузією, Норвегією, Німеччиною, Естонією, Кіпром та Швейцарією, а у 2018 році — Хорватією, Македонією, Ісландією та Грецією. Країни, що ратифікували Конвенцію, є законодавчо пов'язаними її положеннями, як тільки вона набуває чинності.
За даними офіційного сайту Конвенції на червень 2018 року, 34 країна ратифікувала Конвенцію, 16 країн лише підписали. Повний список країн із датами підписання, ратифікації, набуття чинності за тим же джерелом подано нижче (локальні умови та доповнення до тексту: R — застереження, D — декларації, денонсації, виключення, A — повноваження, T — територіальні уточнення, C — переписка, O — заперечення; Цифрами позначена черга ратифікації).
Туреччина повідомила про вихід із Стамбульської конвенції в березні 2021 року.
| Підписанти            | Підписано  | Ратифікація | Набрання чинності | відкликано    |
| --------------------- | ---------- | ----------- | ----------------- | ------------- |
| Албанія               | 19/12/2011 | 04/02/2013  | 01/08/2014        |               |
| Андорра               | 22/02/2013 | 22/04/2014  | 01/08/2014        |               |
| Австрія               | 11/05/2011 | 14/11/2013  | 01/08/2014        |               |
| Бельгія               | 11/09/2012 | 14/03/2016  | 01/07/2016        |               |
| Боснія та Герцоговина | 08/03/2013 | 07/11/2013  | 01/08/2014        |               |
| Болгарія              | 21/04/2016 |             |                   |               |
| Вірменія              | 18/01/2018 |             |                   |               |
| Хорватія              | 22/01/2013 | 12/06/2018  | 01/10/2018        |               |
| Кіпр                  | 16/06/2015 | 10/11/2017  | 01/03/2018        |               |
| Чехія                 | 02/05/2016 |             |                   |               |
| Данія.                | 11/10/2013 | 23/04/2014  | 01/08/2014        |               |
| Естонія               | 02/12/2014 | 26/10/2017  | 01/02/2018        |               |
| Європейський Союз     | 13/06/2017 |             |                   |               |
| Фінляндія             | 11/05/2011 | 17/04/2015  | 01/08/2015        |               |
| Франція               | 11/05/2011 | 04/07/2014  | 01/11/2014        |               |
| Грузія                | 19/06/2014 | 19/05/2017  | 01/09/2017        |               |
| Німеччина             | 11/05/2011 | 12/10/2017  | 01/02/2018        |               |
| Греція                | 11/05/2011 | 18/06/2018  | 01/10/2018        |               |
| Угорщина              | 14/03/2014 |             |                   |               |
| Ісландія              | 11/05/2011 | 26/04/2018  | 01/08/2018        |               |
| Ірландія              | 05/11/2015 | 08/03/2019  | 01/07/2019        |               |
| Італія                | 27/09/2012 | 10/09/2013  | 01/08/2014        |               |
| Латвія                | 18/05/2016 |             |                   |               |
| Ліхтенштейн           | 10/11/2016 | 17/06/2021  | 01/10/2021        |               |
| Литва                 | 07/06/2013 |             |                   |               |
| Люксембург            | 11/05/2011 | 07/08/2018  | 01/12/2018        |               |
| Мальта                | 21/05/2012 | 29/07/2014  | 01/11/2014        |               |
| Молдова               | 06/02/2017 | 14/10/2021  | 01/05/2022        |               |
| Монако                | 20/09/2012 | 07/10/2014  | 01/02/2015        |               |
| Чорногорія            | 11/05/2011 | 22/04/2013  | 01/08/2014        |               |
| Нідерланди.           | 14/11/2012 | 18/11/2015  | 01/03/2016        |               |
| Північна Македонія    | 08/07/2011 | 23/03/2018  | 01/07/2018        |               |
| Норвегія              | 07/07/2011 | 05/07/2017  | 01/11/2017        |               |
| Польща                | 18/12/2012 | 27/04/2015  | 01/08/2015        |               |
| Португалія            | 11/05/2011 | 05/02/2013  | 01/08/2014        |               |
| Румунія               | 27/06/2014 | 23/05/2016  | 01/09/2016        |               |
| Сан-Марино            | 30/04/2014 | 28/01/2016  | 01/05/2016        |               |
| Сербія                | 04/04/2012 | 21/11/2013  | 01/08/2014        |               |
| Словаччина            | 11/05/2011 |             |                   |               |
| Словенія              | 08/09/2011 | 05/02/2015  | 01/06/2015        |               |
| Сполучене Королівство | 08/06/2012 | 21/07/2022  | 01/11/2022        |               |
| Іспанія               | 11/05/2011 | 10/04/2014  | 01/08/2014        |               |
| Швеція                | 11/05/2011 | 01/07/2014  | 01/11/2014        |               |
| Швейцарія             | 11/09/2013 | 14/12/2017  | 01/04/2018        |               |
| Туреччина             | 11/05/2011 | 14/03/2012  | 01/08/2014        | березень 2021 |
| Україна               | 07/11/2011 | 18/07/2022  | 01/11/2022        |               |

### Україна
Спроба ратифікувати Стамбульську конвенцію була 14 листопада 2016 року: питання виносив на розгляд депутатів президент України Петро Порошенко. Але депутатська більшість не захотіла розглядати ратифікацію, мовляв, конвенція містить «норми, які не прийнятні для українського суспільства і української духовності». Каменем спотикання стали зафіксовані в Конвенції поняття «гендер» та «гендерна ідентичність». Українські законодавці вважали, що внесення цих термінів до вітчизняного законодавчого поля (які фігурували в ньому й до того) з часом може викликати підміну «звичного поняття біологічної статі» і сприяти пропаганді одностатевих шлюбів. Приміром, в коментарі інтернет-виданню «Кампанія проти сексизму Повага» депутат-радикал Ігор Мосійчук заявляв: «Нам не подобається 4 стаття конвенції. Вона може відкрити ворота, що ведуть до впровадження в українське законодавство понять, пов'язаних з одностатевими шлюбами. Якщо будуть застереження, які не визначають „гендер“, у непритаманному для традиційного українського суспільства значення, то 300 голосів у Раді будуть. Сама ж конвенція абсолютно нормально сприймається парламентом».
Категорично проти ратифікації Стамбульської конвенції виступила Всеукраїнська Рада Церков. Її представники наголосили — вони, звичайно, проти домашнього насильства, але… є «проблемна термінологія» — «гендер».
7 грудня 2019 року Петро Порошенко вдруге закликав депутатів винести на засідання Верховної Ради питання про ратифікацію Конвенції.
14 травня 2020 року петиція про ратифікацію Стамбульської конвенції на сайті президента України набрала понад 25 тисяч голосів. Президент України Володимир Зеленський у відповідь на це пообіцяв винести на розгляд Верховної Ради законопроєкт щодо ратифікації Конвенції. Водночас Зеленський зазначив, що перед подачею проєкту закону до парламенту свої пропозиції має надати Міністерство закордонних справ. Окрім цього відомства, оперативно опрацювати документ запропонували Міністерству соціальної політики. 23 липня уряд заявив, що готовий внести на розгляд парламенту законопроєкт про ратифікацію Стамбульської конвенції.
17 лютого 2021 року генеральна прокурорка Ірина Венедіктова, коментуючи ситуацію навколо інформації в соцмережах про факти жорстокості щодо дітей із боку стоматолога з Рівного, зазначила, що у неї «питання номер один — ратифікація Стамбульської конвенції». За словами Венедіктової, кількість злочинів, скоєних щодо дітей, зросла і тому треба подумати «про ратифікацію Стамбульської конвенції».
8 березня 2021 року відбувся черговий Марш жінок у Києві, Херсоні, Харкові, Запоріжжі, Полтаві, Краматорську, Львові, Івано-Франківську, де основною вимогою була ратифікація Стамбульської конвенції. Петиція щодо ратифікації Конвенції (друга за рахунком) знову набрала необхідні 25 тисяч голосів.
І лише 18 червня 2022 року, після повномасштабного вторгнення Російської Федерації та актуалізації питань євроінтеграції України президент України Володимир Зеленський зареєстрував законопроєкт про ратифікацію Стамбульської конвенції.
20 червня 2022 року конвенцію ратифіковано (259 голосів проти 8).
18 липня документи про ратифікацію конвенції передано заступнику генерального секретаря Ради Європи Бьорну Берге.
| Партія/депутатська група                      | Всього у партії | За  | Проти | Утримались | Не голосували | Відсутні | Всього       |
| --------------------------------------------- | --------------- | --- | --- | ---------- | ------------- | -------- | ------------ |
| Слуга народу                                  | 240 осіб        | 193 | Юраш Святослав Андрійович                                                                                   | 6          | 19            | 21       | 46[уточнити] |
| Позафракційні                                 | 30 осіб         | 5   | Аксьонов Андрій АнатолійовичГриб Вікторія ОлександрівнаНовинський Вадим ВладиславовичШпенов Дмитро Юрійович | 2          | 5             | 14       | 21[уточнити] |
| Європейська Солідарність                      | 27 осіб         | 9   | 0 | 1          | 2             | 15       | 18           |
| Депутатська група "Платформа за життя та мир" | 25 осіб         | 15  | 0 | 0          | 4             | 6        | 11[уточнити] |
| Всеукраїнське об'єднання «Батьківщина»        | 24 особи        | 0   | 0 | 13         | 3             | 8        | 24           |
| Депутатська група "За майбутнє"               | 21 особа        | 2   | Гузь Ігор Володимирович                                                                                     | 6          | 6             | 6        | 18[уточнити] |
| Голос                                         | 20 осіб         | 10  | Рущишин Ярослав ІвановичШараськін Андрій Андрійович                                                         | 0          | 5             | 3        | 8[уточнити]  |
| Депутатська група «Довіра»                    | 18 осіб         | 13  | 0 | 0          | 2             | 3        | 5            |
| Депутатська група "Відновлення України"       | 17 осіб         | 12  | 0 | 0          | 1             | 4        | 5            |
| ВСЬОГО                                        | 342             | 259 | 8 | 28         | 47            | 47       | [уточнити]   |

21 червня 2022 року президент України Володимир Зеленський підписав закон про ратифікацію Стамбульської конвенції.
Стамбульська Конвенція була ратифікована Україною із заявами та застереженнями, тобто "з односторонньою декларацією". Конвенція була ратифікована в такому варіанті для створення можливості вирішення конфліктних питань з Радою Церков, які виступали проти ратифікації Стамбульської Конвенції.

## Головні положення

### Переваги
Стамбульська конвенція — революційний документ, адже вона:
- перший міжнародний юридично обов'язковий акт, що стосується саме насильства проти жінок, потенційно відкритий для будь-якої країни в світі;
- комплексна, бо охоплює низку заходів з запобігання та протидії насильству, захисту його жертв, переслідування та покарання кривдників і вбудовані підходи;
- визнає насильство проти жінок водночас і порушенням прав людини, і видом дискримінації;
- встановлює чіткий зв'язок між досягненням рівноправності між жінками і чоловіками та викоріненням насильства проти жінок;
- пропонує державам встановити кримінальну відповідальність за основні види насильства проти жінок (такі як переслідування, примусовий шлюб, калічення жіночих геніталій, примусовий аборт, примусова стерилізація) і забезпечити належні та ефективні міри покарання за насильство;
- пропонує підхід для ефективного припинення насильства проти жінок та домашнього насильства, що закликає всі відповідні залучені органи, установи та громадські організації до координованої співпраці;
- оснащена потужним і незалежним механізмом контролю реалізації на національному рівні, в якому активну роль гратимуть національні парламентарі.

Стамбульська конвенція — перший законодавчо закріплений інструмент, котрий «створює вичерпну законодавчу рамку та підхід до боротьби з насильством проти жінок» та сфокусований на запобіганні домашньому насильству, захисті постраждалих та провадженні судових справ над обвинувачуваними злочинцями.
 Конвенція може та має допомогти покращити як становище жінок, так і повагу до прав людини за умови ратифікації її в достатній кількості держав.
|  | Існує багато причин, чому ми маємо підтримати конвенцію. (...) Але понад усе, я вірю, що ми маємо підтримати цю конвенцію тому, що свобода від насильства – основне право людини. Насильство проти жінок позбавляє постраждалих гідності. Воно позбавляє їх упевненості щодо вимог рівноправності. Жодна жінка не буде здатна користуватися правами людини сповна, допоки вона може бути жертвою насильства. Ми маємо розірвати це замкнене коло. Необхідність у цій конвенції давно назріла. Не підтримати цю конвенцію означає поступитися насильству. Не підтримати цю конвенцію означає вчинити злочин. Не підтримати цю конвенцію означає вчинити ще один злочин проти жінок. (Хосе Мендес Бота, генеральний доповідач з питань насильства проти жінок, політичний координатор парламентської мережі «Жінки вільні від насильства») |

### Цілі
Конвенція надає країнам-учасницям комплексну юридичну базу, стратегії та заходи, засновані на найкращому досвіді запобігання та протидії насильству проти жінок та домашньому насильству. Її основні цілі:
- захист жінок від усіх видів насильства та запобігання, переслідування і викорінення насильства проти жінок та домашнього насильства;
- сприяння викоріненню всіх видів дискримінації жінок, сприяння рівноправності між жінками та чоловіками та розширення прав жінок;
- захист і допомога всім постраждалим від насильства проти жінок та домашнього насильства;
- сприяння міжнародній співпраці, спрямованій проти цих видів насильства;
- забезпечення підтримки та допомоги організаціям і правоохоронним органам у співпраці між собою з метою запровадження інтегрованого підходу до викорінення насильства проти жінок та домашнього насильства[1].

### Структура
Конвенція включає 81 статтю, згруповану у 12 розділів. Структура базується на «чотирьох П»: Попередження (Prevention), Захист та підтримка постраждалих (Protection and support of victims), Суд над злочинцями (Prosecution of offenders) та Загальні принципи (Integrated Policies). Для кожної області передбачаються блоки специфічних заходів. Конвенція також встановлює обов'язки стосовно збору даних та підтримки досліджень насильства проти жінок (Стаття 11).
У Преамбулі містяться заклики до Конвенції про захист прав людини та основоположних свобод, Європейської соціальної хартії та Конвенції проти торгівлі людьми (Convention on Action against Trafficking in Human Beings), посилання на Міжнародне право прав людини (ООН) та Римський статут Міжнародного кримінального суду. У Статті 2 вказано, що положення Конвенції мають застосовуватись у період миру та збройних конфліктів у ситуаціях насильства проти жінок та домашнього насильства. Стаття 3 визначає ключові терміни (насильство проти жінок, домашнє насильство, гендер, насильство проти жінок за гендерною ознакою, жертва).
Стаття 4 забороняє дискримінуючі формулювання: застосування положень Конвенції партіями, зокрема для захисту прав постраждалих від насильства, має бути захищеним від дискримінації на будь-який підставі, як-то стать, гендер, раса, колір шкіри, мова чи інші переконання, національна приналежність, належність до національних меншин, власність, народження, сексуальна орієнтація, гендерна ідентичність, вік, стан здров'я, інвалідність, шлюбний, мігрантський, біженський чи інший статус.
Розділ III присвячений запобіганню насильству, Розділ IV — захисту та підтримці жертв (постраждалих від сексуального насильства, дітей-свідків) спеціальними допоміжними службами, повідомленнями з боку персоналу, що працює із жінками (медики, соціальні працівники, психологи). Розділ V — описує матеріальне право (відшкодування, опіка), VI — Розслідування, кримінальне переслідування, процесуальне право та захисні заходи, VII — Міграція та притулки, IX — Система контролю для забезпечення ефективності впровадження Конвенції, Х — Зв'язок з іншими міжнародними актами, XI — Прикінцеві положення.

### Основні поняття
Основні поняття, визначені у Статті 3 конвенції, включають:
- «Насильство проти жінок» (violence against women) це «порушення прав людини та форма дискримінації, спрямовані на жінок, що означає всі акти порушень за гендерною ознакою, результатом яких є або може бути завдання фізичної, сексуальної, психологічної чи економічної шкоди чи страждань жінкам, зокрема погрози таких дій, примус чи самочинне обмеження свободи, незалежно від того, відбувається це в публічному чи приватному житті»[1].
- «Домашнє насильство» (domestic violence) належить до зазначених вище видів насильства, але воно відбувається в сім'ї, сімейному колі або між нинішніми чи колишніми партнерами, що перебували або не перебували в шлюбі, незалежно від того, чи кривдник наразі чи колись жив із жертвою. «Усі акти фізичного, сексуального, психологічного чи економічного насильства, що виникають у родині, домашньому союзі, між минулими чи поточними членами подружжя чи партнерами». Це охоплює жертв і правопорушників обох статей та брутальне поводження з дітьми та літніми людьми так само, як і насильство над інтимною партнеркою (партнером)[1].
- «Гендер» (gender) означає «соціально конструйовані (закріплені) ролі, поведінку, діяльність/активності та атрибути (характерні ознаки), котрі дане суспільство розглядає як прийнятні і вважає належними для жінок та чоловіків»[1].
- «Насильство проти жінок за гендерною ознакою (gender-based violence against women)»: це «насильство, спрямоване проти жінки через те, що вона жінка (таке як примусовий аборт, калічення жіночих геніталій), або яке жінки переживають частіше за чоловіків (таке як сексуальне насильство, зґвалтування, переслідування, сексуальне домагання, домашнє насильство, примусовий шлюб, примусова стерилізація)»[1].
- «Жертва» — стосується однаковою мірою потерпілих від насильства проти жінок і домашнього насильства.
- «Жінки» (women) — охоплює і дівчат та дівчаток, що не досягли 18 років[1].

### Криміналізовані види насильства
Конвенція пропагує та захищає право всіх людей на вільне від насильства життя та забороняє всі види дискримінації жінок, яка виявляється у відмінному ставленні до них без об'єктивного та обґрунтованого виправдання. Рівноправність між жінками та чоловіками як за законом, так і на практиці, займає центральне місце в припиненні насильства проти жінок. Для цього країни-учасниці зобов'язуються:
- внести принцип рівних прав між жінками та чоловіками до своїх конституцій чи законодавства;
- заборонити дискримінацію жінок, зокрема шляхом застосування санкцій;
- скасувати закони та процесуальні норми, що дискримінують жінок. Конвенція характеризує насильство проти жінок як порушення прав людини та форму дискримінації (Ст. 3(a)). Країни мають виконувати забезпечення належної сумлінності під час попередження насильства, захисту постраждалих та провадження справ над злочинцями (Ст. 5). Понад те, визначаються види правопорушень, що характеризуються як насильство проти жінок. Країни, що ратифікують Конвенцію, мусять криміналізувати визначені Конвенцією у Розділі V види насильства.

| Вид насильства, визначення | Приклад імплементації |
| --- | --- |
| «Психологічне насильство» (Ст. 33) — навмисне залякування, домагання чи погрожування особі протягом певного періоду, що призводить до травматичних переживань. У близьких стосунках психологічне насильство може часто переходити в фізичне та сексуальне насильство. | У Франції вчинення психологічного насильства було внесене до Кримінального кодексу в 2010 році. Цей злочин карається жорсткими санкціями, що варіюють від трьох років позбавлення волі до 75 000 євро штрафу. |
| «Переслідування (сталкінг)» (Ст. 34) — неодноразове погрожування комусь через фізичне переслідування, залучення до небажаного спілкування чи навмисне інформування когось про те, що за ними ведеться нагляд, щоб змусити їх боятися за свою безпеку. Це може бути завдання шкоди власності, дії проти сім'ї жертви, її друзів чи домашніх улюбленців або поширення невірогідної інформації через інтернет. | Тоді як за психологічне насильство та переслідування, по суті, має бути встановлена кримінальна відповідальність, Конвенція передбачає можливість вносити застереження для забезпечення гнучкості тим країнам, чиї правові системи передбачають некримінальні санкції (які, проте, мають застосовуватися і бути достатні для покарання злочинця та утримання від подібної поведінки в майбутньому). В Італії переслідування стало кримінальним злочином у 2009 році: карається позбавленням волі від 6 місяців до 4 років. Якщо кривдник — колишній чоловік чи дружина, був у близьких відносинах із жертвою, чи жертва неповнолітня, санкції можуть бути підвищені до 6 років позбавлення волі |
| Фізичне насильство (Ст. 35) | |
| «Сексуальне насильство» (Ст. 36) — всі сексуальні активності з особою без її згоди (non-consensual sex), зокрема «зґвалтування» (проникнення до будь-якої частини тіла жертви будь-якої частини тіла кривдника чи предмета). Концепт згоди дозволяє покарати злочини на сексуальному ґрунті, в яких неможливо довести, що потерпілі намагалися протистояти нападові (застарілий критерій зґвалтування).     | Щоб заповнити цю прогалину, Конвенція передбачає врахування обставин, при яких відбулася дія, при оцінці того, чи була дана згода, незалежно від того, чи жертва чинила будь-який фізичний опір. Також встановлюється кримінальна відповідальність за зґвалтування в шлюбі, між партнерами чи між подружньою парою/партнерами в минулому. Декларація з ліквідації насильства проти жінок, ухвалена Генеральною Асамблеєю ООН в 1993 році, відкрито згадує про зґвалтування дружини чоловіком як про насильство проти жінок. |
| «Примусовий шлюб» (Ст. 37) — акт навмисного використання фізичних або психологічних погроз, щоб змусити дорослу чи дитину (дитячі шлюби) прийняти шлюб, чи перевезення дорослої чи дитини до іншої країни, щоб змусити їх вступити в шлюб (викрадення наречених). | У Великій Британії кампанії ГО «Southall Black Sisters» («Чорні сестри Саутголлу») привела до створення поліційних настанов щодо примусових шлюбів і вдосконалення політики Міністерства закордонних справ і у справах співдружності націй у відповідь на справи, коли британських громадян змушували брати шлюб за кордоном. Кримінальний кодекс Болгарії передбачає кримінальну відповідальність за примусовий вступ до шлюбу, а також за викрадення жінки для того, щоб примусити її вступити в шлюб. |
| «Калічення жіночих геніталій» (Ст. 38) — всі операції, що навмисно змінюють чи травмують жіночі геніталії з немедичних причин (культові мізогінні практики, що завдають непоправної постійної шкоди і зазвичай проводиться без згоди жертви). В конвенції кримінальні санкції також накладаються на тих, хто допомагає в скоєнні злочину.                                                                   | В Австрії до 2001 року заподіяння тілесних ушкоджень не тягло за собою кримінальної відповідальності, якщо проводилося за згодою потерпілої сторони. В результаті цього «обрізання», що здіснюються переважно над дітьми, не каралися, коли батьки чи опікун дівчинки давали юридичну згоду. За допомогою поправки до Кримінального кодексу Австрія гарантує тепер неможливість надання згоди на «ушкодження чи поранення статевих органів, що має привести до постійного погіршення сексуальних відчуттів». |
| Примусовий аборт (Ст. 39) — виконання операції аборту без попередньої та інформованої згоди вагітної. | |
| «Примусова стерилізація» (Ст. 39) — та проведення операції, що націлена на усунення здатності жінки до природного відтворення, без її попередньої та інформованої згоди чи розуміння. | |
| «Сексуальне домагання» (Ст. 40) — будь-яка форма небажаної вербальної, невербальної чи фізичної поведінки сексуального характеру, мета або наслідок якої — порушення гідності особи, зокрема шляхом створення загрозливого, ворожого, принизливого або образливого середовища. | Тут Конвенція також дозволяє країнам-учасницям вибрати некримінальні санкції (цивільні чи адміністративні правові санкції): сексуальне домагання має бути суб'єктом «кримінальних чи інших законодавчо визначених санкцій». |
| Злочини, здійснені в ім'я так званої «честі» (Ст. 42) | |

## Імплементація
Коли країна ратифікує Конвенцію, вона стає її учасницею: зобов'язується гарантувати, що вона належно реалізує всі перелічені в Конвенції заходи. Зокрема, державам-учасницям конвенції доведеться вжити заходів, перелічених нижче.
Запобігання:
- Впровадити політику, необхідну для зміни ставлення, гендерних ролей і стереотипів, які роблять насильство проти жінок прийнятним.
- Навчати фахівців, як працювати з постраждалими.
- Підвищувати обізнаність про різні форми насильства та їхній травматичний характер.
- Співпрацювати з НУО, ЗМІ та приватним сектором для діалогу з громадськістю.

Захист:
- Гарантувати, що в основі всіх заходів лежать потреби та безпека постраждалих.
- Створити спеціальні служби підтримки, що надаватимуть медичну допомогу, а також психологічні та юридичні консультації постраждалим і їхнім дітям.
- Створити достатню кількість притулків та безкоштовні цілодобові телефонні лінії підтримки.

Притягнення до відповідальності:
- Гарантувати, що всі форми насильства проти жінок і домашнього насильства криміналізовані та належно караються.
- Гарантувати, що акти насильства не можуть виправдати жодні причини, породжені культурою, традиціями, релігією чи так званою «честю».
- Гарантувати, що постраждалі мають доступ до спеціальних заходів захисту під час розслідування та судового провадження.
- Гарантувати, що правоохоронні органи негайно реагують на прохання про допомогу та вживають належних заходів для розв'язання небезпечних ситуацій.

Комплексна політика:
- Ухвалити комплексну та скоординовану політику, за якої в центрі всіх заходів лежать права постраждалих.
- Залучити всіх відповідних суб'єктів (уряд, відомства, національні, регіональні та місцеві органи влади, організації громадянського суспільства тощо), оскільки жодна організація не може самостійно подолати насильство проти жінок і домашнє насильство.

Моніторинг:
- Звітувати органу, що відповідає за моніторинг за дотриманням Конвенції, про заходи, ужиті для її реалізації.[34]

### Парламентарські стратегії
Члени та членкині парламентів відіграють вирішальну роль у підтримці Конвенції. Серед заходів, котрих вони можуть і мають вжити, такі:
- лобіювання підтримки Конвенції серед своїх урядів;
- запитування інформації від урядів щодо досягнутої стадії в процесі підписання та ратифікації;
- організація дебатів на тему конвенції на національному рівні, особливо у своїх національних парламентах;
- забезпечення доступності всіх відповідних довідкових документів у парламентських інформаційних центрах;
- прояв та підтримка ініціатив із підвищення рівня обізнаності про конвенцію серед неурядових організацій і громадянського суспільства;
- прийняття громадської петиції на підтримку конвенції;
- забезпечення перекладу Конвенції національними мовами.

Незалежно від Стамбульської конвенції члени парламенту можуть зробити істотний внесок у припинення насильства проти жінок, зокрема шляхом:
- законодавчих ініціатив у галузі протидії насильству проти жінок, забезпечуючи в них відображення максимального рівня міжнародних стандартів;
- запит проведення систематичного збору даних із насильства проти жінок на національному рівні;
- забезпечення виділення достатніх ресурсів для тих працівників відповідних служб, що безпосередньо працюють із жертвами насильства.

Як особи, що формують громадську думку, члени парламенту перебувають у привілейованому становищі для сприяння формуванню нового мислення, і повинні:
- зайняти сильну громадянську позицію задля засудження та відмови від насильства проти жінок, зокрема в ЗМІ;
- лобіювати в колах своїх політичних партій, щоб ті внесли викорінювання насильства проти жінок у свої політичні програми;
- посилатися на потребу викорінення насильства проти жінок у кожній публічній промові;
- організувати діяльність із підвищення рівня обізнаності про насильство проти жінок, також залучаючи інших представників громадської думки, таких як журналісти, письменники, люди з шоубізнесу.[1]

### Стратегії запобігання насильству
Ставлення, упередження, гендерні стереотипи та звичаї чи традиції, засновані на гендерній нерівності, впливають на моделі поведінки, що сприяють явищу насильства. Для запобігання будь-яким формам насильства проти жінок та домашнього насильства конвенція вимагає (Розділ III) від країн-учасниць реалізації на національному рівні низки заходів, які:
- сприяють змінам у ставленні та поведінці;
- враховують потреби вразливих верств населення, ставлячи права людини на перше місце;
- заохочують усіх, особливо чоловіків та юнаків, запобігати насильству;
- забезпечують невикористання культури, звичаїв і релігії для виправдання насильства;
- сприяють програмам і заходам із розширення прав жінок;

До профілактичних заходів належать:
| Стратегія запобігання насильству, опис | Приклади реалізації стратегії |
| --- | --- |
| Підвищення обізнаності. Підвищувати громадську обізнаність, проводячи кампанії на теми насильства проти жінок та домашнього насильства: такі ініціативи допомагають інформувати громадськість, дають людям змогу розпізнавати різні форми насильства та виступати проти нього. Інформувати потерпілих про те, де саме і яку допомогу вони можуть отримати (наприклад, поширення телефонів служб допомоги для потерпілих від будь-яких форм насильства проти жінок).             | - У 2004 найбільша турецька газета «Hürriyet» («Незалежність») почала кампанію проти домашнього насильства, що стала унікальним випадком залучення приватної медіаорганізації до спроб змінити ставлення та підвищити обізнаність суспільства про домашнє насильство. Вона знайшла підтримку та співпрацю з боку місцевих органів влади, політиків, духівництва, осіб, що формують громадську думку, та жіночих ГО. - З 2006 по 2008 роки Рада Європи провела загальноєвропейську кампанію проти домашнього насильства проти жінок. Близько 25 держав-учасниць перетворили її на національні кампанії задля підвищення обізнаності громадськості щодо домашнього насильства. - У 2008 генеральний секретар ООН розпочав семирічну кампанію «Покінчімо з насильством проти жінок разом» з метою мобілізації політичної та фінансової підтримки цього завдання. |
| Освіта. Настанови та моделі поведінки формуються в дуже ранньому віці, тому важливо вчити дітей принципів рівних прав і взаємної поваги у відносинах. Заохочується внесення до шкільних навчальних планів матеріалів із питань рівноправності та пропагування цих принципів у неформальних навчальних установах на зразок громадських центрів і спортивних закладів. | - Курс із питань домашнього, сексуального та підліткового насильства в державних школах Швейцарії; - Комплексна освітня програма ЮНІСЕФ «Школи, що дають можливості та безпеку», зокрема широка кампанія з припинення насильства серед дітей (мета — в створенні безпечного середовища для всіх учнів початкової та середньої школи). В Хорватії ця кампанія запроваджена в понад 400 школах. |
| Підготовка кадрів з запобігання та виявлення насильства, рівноправності, потреб постраждалих, запобігання повторній віктимізації та підтримки міжвідомчої співпраці. | - У Данії питання домашнього насильства внесені до навчальних планів студентів-медиків, медсестер і дослідників у галузі охорони здоров'я, аспірантури гінекології, педіатрії та психіатрії. - У Великій Британії для суддів, що мають справу з випадками домашнього насильства, доступні спеціальні програми підготовки, відвідування яких — необхідна умова, щоб стати суддею, компетентним(-ою) у галузі домашнього насильства. - В Іспанії створення судів, що спеціалізуються на випадках домашнього насильства, також дало змогу проводити спеціальне навчання суддів і прокурорів. |
| Програми профілактичного втручання та лікування. Програми лікування осіб, які вчинили домашнє насильство, та осіб, які вчинили злочини на сексуальному ґрунті, націлених навчити їх ненасильницькій поведінці, відповідати за свої дії та переглянути ставлення до жінок. Під час створення лікувальних програм на першому місці має бути безпека, підтримка та права постраждалих, тож програми потребують тісної співпраці, по змозі, з залученням допоміжних служб фахівців. | - Британська ГО «Respect» («Повага») розробила стандарти акредитації для програм з запобігання домашньому насильству та для служб комплексної допомоги, що працюють із чоловіками, які вчинили домашнє насильство. ЄС розробив стандарти програм для кривдників у проєкті Дафна «Робота з особами, що вчинили домашнє насильство в Європі». - Німецька ГО «Münchner Informationszentrum für Männer» («Мюнхенський інформаційний центр для чоловіків») пропонує заняття з керування гнівом, програми для роботи з чоловіками-аб'юзерами та чоловіками — сексуальними насильниками, і також консультації з питань опіки для батьків, що домагаються розлучення в результаті домашнього насильства. |

### Захист та підтримка постраждалих
Забезпечення якнайкращих захисту та підтримки покликне запобігати подальшій віктимізації, сприяти фізичному, психологічному, соціальному відновленню та реалізується через низку застережних заходів:
- запровадження виконавчих документів для невідкладного перешкоджання доступові кривдників до жіночого притулку та заборонних чи захисних судових приписів;
- забезпечення інформування постраждалих про їхні права та місця і способи отримання допомоги (служб допомоги);
- забезпечення роботи спеціалізованих допоміжних служб, які є основною ланкою опори жінок, що постраждали від насильства. Мають надавати як коротко-, так і довгострокові послуги, забезпечувати гендерночутливий підхід, адаптований для задоволення потреб жертв (часто специфічних: у груп молодих жінок, мігранток, жінок з обмеженими можливостями), багато з яких страждають від травм регулярного насильства. Служби повинні працювати по всій країні, бути доступними для всіх постраждалих та їх дітей (при тому зрозумілою для них мовою), мати кваліфікований персонал, достатні кошти та змогу розширювати права постраждалих; варіюються залежно від потреб постраждалих (притулки для жінок, кризові центри для сексуально постраждалих тощо). Постраждалі від сексуального насильства потребують негайної медичної допомоги, судмедекспертизи та консультацій і тривалого психологічного нагляду з боку делікатного, професійного персоналу. Звідси потреба в компетентних, легкодоступних кризових центрах допомоги постраждалим від сексуального насильства. Робоча група з питань боротьби з насильством проти жінок та домашнім насильством Ради Європи рекомендує мати один такий центр на 200 000 осіб населення.
- заохочення свідків і фахівців, що працюють із жінками (медики, соціальні працівники, психологи) повідомляти про випадки насильства, адже про більшість випадків насильства проти жінок не повідомляється (наприклад, в Ісландії закон зобов'язує громадськість, приватні соцслужби та осіб свідків повідомляти про випадки домашнього насильства, про які їм стало відомо);
- захист і підтримка дітей — свідків насильства. Реалізується центрами допомоги жінкам-постраждалим, включає психосоціальні консультації. Забезпечення будь-якої підтримки має бути спрямоване на благо дитини.

### Механізм реалізації та моніторингу
Перевіряє дотримання урядами своїх зобов'язань незалежна експертна група (GREVIO) і Комітет Сторін, що представляють уряди країн-учасниць. На основі звітів і візитів у країни експерт(к)и моніторять дотримання конвенції та за потреби допомагають урядам конструктивно покращити її реалізацію. Комітет Сторін може давати рекомендації державам-учасницям, яких перевіряє. Якщо потрібно, він може також призначити дату, до якої відповідна держава-учасниця має надати інформацію, про заходи, яких ужила, щоб виконати рекомендацію.

#### Експертна група з протидії насильству GREVIO
Конвенція визначає незалежну експертну групу з протидії насильству проти жінок та домашньому насильству (Group of Experts on Action against Violence against Women and Domestic Violence, GREVIO), яка відслідковує впровадження Конвенції, тобто моніторить впровадження. Її учасниці та учасники обираються країнами-учасницями, а саме їх державними партіями; залежно від кількості країн-учасниць, група складається з 10—15 осіб.
Перші десять учасниць були обрані у 2014 році:
- Президентка Феріде Акар[tr] (Туреччина),
- Перша Віцепрезидентка Марселін Науді (Marceline Naudi) (Мальта),
- Друга Віцепрезидентка Симона Ланцоні (Simona Lanzoni) (Італія),
- Членкиня Біляна Бранкович (Biljana Brankovic) (Сербія),
- Членкиня Франсуаза Брі (Françoise Brie) (Франція),
- Членкиня Джемма Гальєго[es] (Іспанія),
- Членкиня Гелена Лейтао (Helena Leitao) (Португалія),
- Членкиня Роза Логар (Rosa Logar) (Австрія),
- Членкиня Іріс Луарасі (Iris Luarasi) (Албанія),
- Членкиня Весна Раткович (Vesna Ratkovic) (Чорногорія)[36].

У 2018 році обрано п'ятьох додаткових осіб:
- Пер Арне Хаканссон (Per Arne Håkansson) (Швеція),
- Сабіне Кройтер-Стоктон (Sabine Kräuter-Stockton) (Німеччина),
- Владимер Мкервалішвілі (Vladimer Mkervalishvili) (Грузія),
- Рейчел Іпен Пол (Rachel Eapen Paul) (Норвегія),
- Алейд ван ден Бринк (Aleid van den Brink) (Нідерланди)[37].[38]

## Критика та відхилення

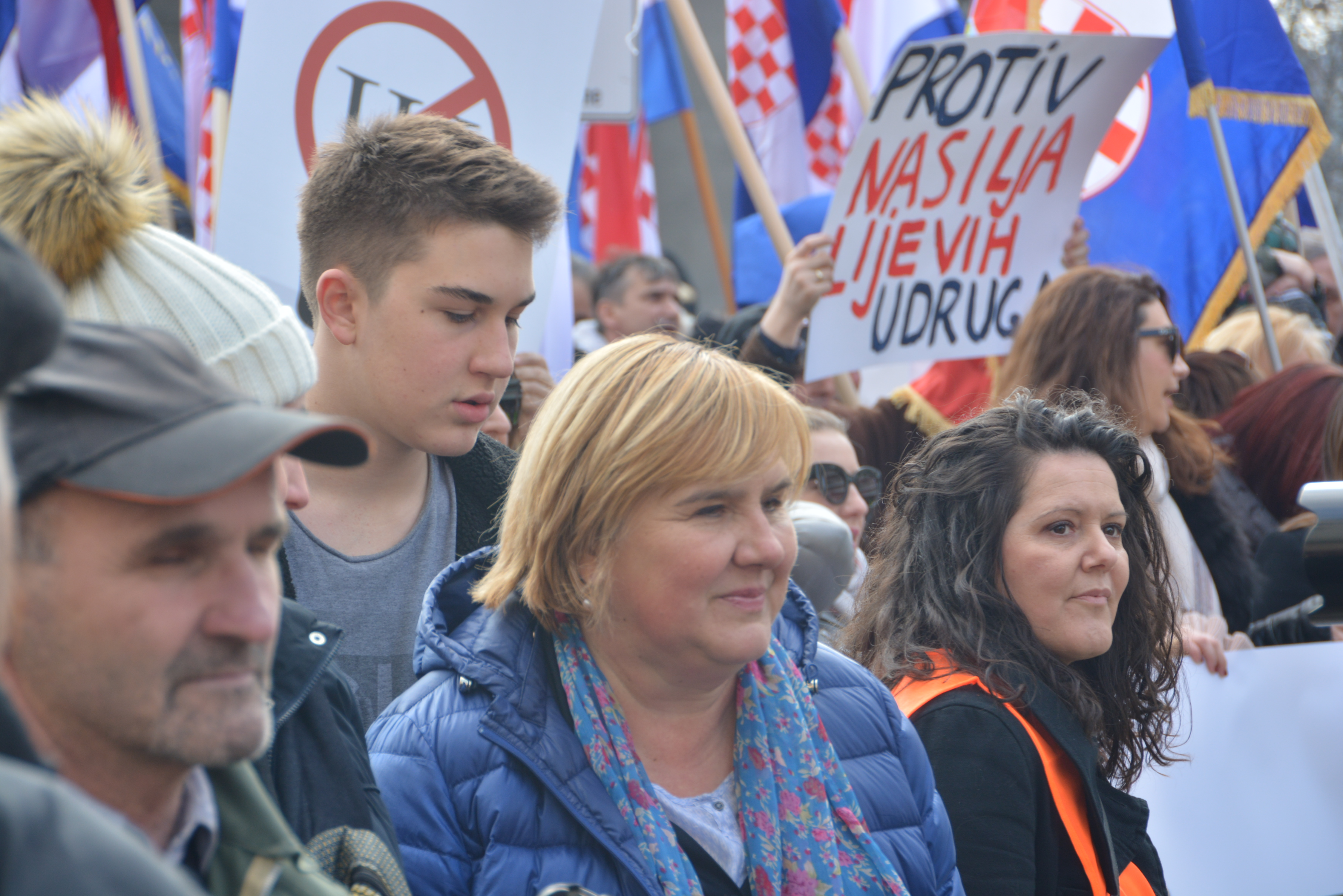
Желька Маркич закликає Хорватію не ратифікувати Конвенцію (2018)

У прес-релізі в листопаді 2018 року Рада Європи заявила, що «незважаючи на чітко сформульовані цілі, кілька релігійних та ультраконсервативних груп поширюють неправдиві розповіді про Стамбульську конвенцію». У звіті зазначено, що Конвенція не має на меті нав'язати певний спосіб життя або втручатися в особисту організацію приватного життя; натомість вона прагне лише запобігти насильству проти жінок та домашньому насильству. У звіті зазначається, що «Конвенція, безумовно, не стосується припинення статевих розбіжностей між жінками та чоловіками». Ніде в Конвенції ніколи не передбачається, що жінки та чоловіки є або повинні бути «однаковими», і «Конвенція не спрямована на регулювання сімейного життя та/або сімейні структури: вона не містить визначення поняття „сім'я“ і не сприяє певному типу сімейних умов».
На думку Balkan Insight, критика конвенції, найсильніша в Центральній та Східній Європі та переважно ультраправих та національних консерваторів, має мало підґрунтя у своєму фактичному змісті. «Використовуючи дезінформацію, популістську риторику та заклики до християнської та ісламської моралі, [критики] зуміли перетворити те, що є, по суті, набором настанов, що створюють всеосяжну правову базу та підхід до боротьби з насильством проти жінок, у зловісну спробу західноєвропейців поширювати надмірно ліберальну політику щодо суспільств, що не бажають цього, на схід».

### Відхилення Конституційним судом Болгарії

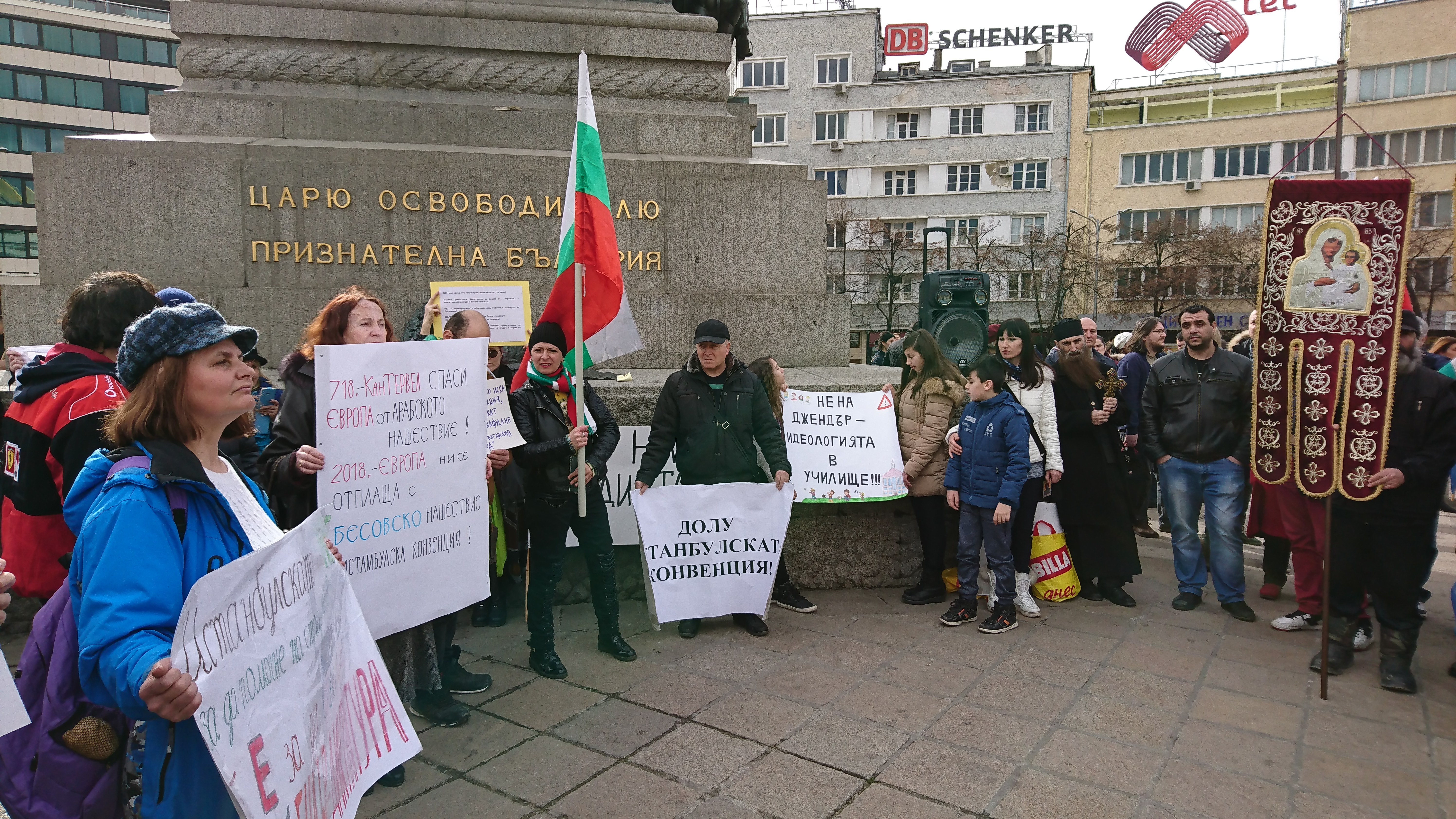
Протест проти Стамбульської конвенції в Софії (лютий 2018 р.)

У січні 2018 року Рада міністрів Болгарії прийняла пропозицію до парламенту про ратифікацію конвенції. Це рішення швидко засудили деякі урядові міністри, депутати парламенту, медіагрупи та громадські організації, припустивши, що конвенція врешті призведе до офіційного визнання третьої статі та одностатевих шлюбів. Після широкої реакції третій уряд Борисова відклав ратифікацію та передав рішення Конституційному суду, який вирішить, чи буде воно законним. Президент Румен Радев, противник ратифікації, привітав відкладення як «тріумф здорового глузду», заявивши, що конвенція неоднозначна і що домашнє насильство може бути вирішене лише адекватними болгарськими законами та вдосконаленими правоохоронними органами.
Прем'єр-міністр Бойко Борисов послався на ізоляцію своєї партії ГЕРБ, яку не підтримав навіть її партнер по коаліції — ультраправі «Об'єднані патріоти». Борисов висловив подив, що опозиційна Болгарська соціалістична партія (БСП) також категорично проти конвенції, і висловив припущення, що соціалісти взагалі виступають проти Європейського Союзу. БСП твердо заявила проти конвенції, спричинивши розрив між Партією європейських соціалістів та новою політичною лінією БСП за Корнелії Нінової. Згідно з програмою соціалістів «Бачення Болгарії», конвенція «не призначена для захисту жінок. Конвенція суперечить основним цінностям європейської цивілізації».
27 липня 2018 року Конституційний Суд проголосив резолюцію 13 за конституційною справою № 3/2018, зазначивши, що «Конвенція Ради Європи про запобігання та протидію насильству проти жінок та домашньому насильству не відповідає Конституції Республіки Болгарія». У своєму рішенні Суд визначив зв'язок між попередніми документами Ради Європи проти домашнього насильства та розширенням прав трансгендерів. На думку Конституційного Суду, Конвенція пропонує бінарне тлумачення статі як біологічної, так і соціальної категорії, що суперечить конституції Болгарії, де люди безповоротно визначаються як біологічно чоловіки чи жінки, з рівним статусом громадян. Отже, Конвенція закладає офіційні підстави для пропаганди небіологічних визначень статі, які вважаються неконституційними.
Правозахисні групи жінок були обурені рішенням уряду Болгарії не ратифікувати Стамбульську конвенцію. У листопаді 2018 року, з нагоди Міжнародного дня боротьби з насильством проти жінок, сотні людей провели демонстрацію в центрі Софії проти насильства проти жінок під девізом #YouAreNotAlone (#ТиНеСама), вимагаючи ефективних дій від установ, включаючи створення профілактичних програм та притулків для жертв. Організатори, болгарський Фонд для жінок, посилаються на той факт, що за перші одинадцять місяців 2018 року в Болгарії було вбито майже 30 жінок, більшість з яких — їхніми партнерами.

### Відхилення Національною радою Словаччини
Консервативні, християнсько-демократичні, латинсько-католицькі, націоналістичні та ультраправі групи та партії у Словаччині висловились проти того, щоб країна ратифікувала конвенцію, особливо через положення, що стосуються прав ЛГБТ, які вони зобразили як «крайній лібералізм», що роз'їдає "традиційні цінності "вони відчували потребу в захисті. 29 березня 2019 року, за день до виборів президента Словаччини 2019 року, націоналістичні політики змусили резолюцію парламенту просити уряд Словаччини не ратифікувати Стамбульську конвенцію, намагаючись мобілізувати консервативних виборців голосувати за Мароша Шефчовіча замість прогресивної кандидата Зузани Чапутової, яка підтримувала права ЛГБТ та права жінок на аборти. Хоча Чапутова перемогла на виборах і стала першою жінкою-президентом Словаччини, консервативні групи активізували свою кампанію, щоб не допустити, щоб Словаччина ратифікувала конвенцію та обмежила доступ до абортів у наступні місяці. 25 лютого 2020 року парламент Словаччини, Національна рада, відхилив Конвенцію на позачерговій сесії голосуванням 17–96 (37 відсутні). Після рішення парламенту президент Зузана Чапутова направила лист до Ради Європи 6 березня 2020 року, повідомляючи, що Словацька Республіка не може стати учасницею Стамбульської конвенції. Прес-секретар президента Мартін Стризінець прокоментував: «Оскільки необхідною умовою для ратифікації конвенції є згода парламенту, але цього не сталося, ця конвенція не буде ратифікована президентом», додавши, що Чапутова неодноразово заявляв, що якщо парламент прийме рішення щодо[чого?]. У встановленому конституцією порядку вона поважала б волю його членів.

### Польща
У липні 2020 року міністр юстиції Польщі Збігнев Зьобро заявив, що розпочне підготовку офіційного процесу виходу з конвенції. Він заявив, що договір Конвенції шкідливий, оскільки вимагає, щоб школи вчили дітей про стать в ідеологічному плані та знецінювали біологічну стать. У 2012 році, коли був проти, Зьобро назвав договір «винаходом, феміністичним творінням, спрямованим на виправдання гей-ідеології». Польський уряд також розкритикував угоду за те, що «культура, звичаї, релігія, традиції або так звана „честь“ не повинні розглядатися як виправдання» актів насильства проти жінок. У Варшаві сотні людей виступили проти виходу країни з конвенції. Про це було повідомлено незабаром після того, як Європейський Союз послабив зв'язок між фінансуванням та верховенством права під тиском Польщі та Угорщини. Рада Європи заявила, що «залишення Стамбульської конвенції викликало б великий жаль і це було б великим кроком назад у захисті жінок від насильства в Європі.»

### Угорщина
У травні 2020 року Національна асамблея прийняла політичну декларацію, в якій закликала уряд не йти далі у приєднанні до конвенції та лобіювати Європейський Союз зробити те саме. Декларація була прийнята 115 голосами «за», 35 «проти» та трьома утримались.

### Туреччина
Туреччина вирішила вийти зі Стамбульської конвенції, заявляючи, що відбулася підміна її суті і вона використовувалася для «нормалізації гомосексуальності». «Початкова мета щодо захисту прав жінок була захоплена групою людей, які намагаються нормалізувати гомосексуальність, що є несумісним із соціальними і сімейними цінностями Туреччини», — йдеться 21 березня 2021 року у заяві управління зі зв'язків з громадськістю президента. В заяві зазначається, що вихід Туреччини жодним чином не означає, що країна ставить під загрозу захист жінок, а країна проведе реформи для того, щоб боротися зі зростаючим насильством проти жінок.

### Конвенція
- Офіційний сайт Стамбульської конвенції (англ., фр.)
- Текст Стамбульської конвенції (англ., фр., нім., іт., рос.)
- Підписи та ратифікації (англ., фр., нім., іт., рос.)

### Короткі роз'яснення та інфографіка
- 9 фактів про Стамбульську конвенцію (інфографіка) / Рада Європи, 2020.
- Міфи та факти про Стамбульську конвенцію (брошура) / Рада Європи, 2020.
- Як працюватиме Стамбульська конвенція? (інфографіка) / Рада Європи, 2020.
- Як працюватиме система допомоги постраждалим від домашнього та гендерно зумовленого насильства після ратифікації Стамбульської конвенції? (брошура) / Рада Європи, 2020.
- У безпеці від страху, у безпеці від насильства: поширені запитання про Стамбульську конвенцію / Рада Європи
- Боротьба з насильством проти жінок в Україні: всі інформаційні матеріали про Стамбульську конвенцію українською / Вебсайт Ради Європи в Україні.
- Актуальні відео про Стамбульську конвенцію: роз'яснення, новини, дискусії / YouTube Вікіпроєкту Фемінізм.

### Фахові роз'яснення та дискусії
- Чому українській судовій, правоохоронній та юридичній спільноті необхідна Стамбульська конвенція? Аналіз основних положень. // Асоціація жінок-юристок України «ЮрФем», 2020-06-04. Процитовано 2021-10-05.
- Чи захищає Стамбульська конвенція права дітей? (дискусія та презентація аналізу судової практики) // Асоціація жінок-юристок України «ЮрФем», 2021-06-12. Процитовано 2021-10-05.